# 強姦3OL誘惑
《強姦3 OL誘惑》是1998年香港電影，王晶監製、張敏導演。本片是「强奸系列」之第三集。

## 剧情介绍
一開始，一名獨留在辦公室的OL加班工作，其男友上門探班，更在過程中兩人發生了性關係。突然，男友被一名面具人打暈，那個面具人居然把那個OL強姦了。
負責本案的陸警官收到被強姦那名OL母親的救助，然后他再問那名OL的時發經過，經過追問，得知那名被強姦的OL的事發的那座大廈是經常發生強姦案的。應屆特首熱門人選李志信，他患有思覺失調，每次都會有女性赤裸裸出現的幻覺，於是他去找心理專家何慧儀，原來何是信的前度女友並跟信交待如果太大壓力就會有這種幻覺，信回辦公室時居然夢見他的祕書劉文慈在赤裸誘惑其。
文慈在離開公司時又遇到那名色魔，那名色魔把文慈強姦了，毫不知情的信還在家裏休息。另一天，信睡醒來時有很多警察圍在信的家裏，原來是懷疑信和文慈被強姦的事件有關，於是警察把信拘捕了。
文慈的哥哥阿雄得知后憤怒不已，想要擧槍把信殺死，卻被陸警官阻止，因為陸警官覺得不是信做的。信向陸警官說出文慈被強姦那晚是和何一起在游艇裏發生了性關係，但是，當陸警官向何問的時侯，但何卻說那晚沒有跟信一起，一時侯，雄跟陸警官不知道該相信誰。不久后，陸警官查到何是一個很厲害的催眠專家，他懷疑信和文慈被何催眠了，催眠文慈的是那通電話，雄跟陸警官向信拿出那段錄音，卻發現有奇異的電波。后來，陸警官找到信向其提的那個女人，那個女人向陸警官說是受何所托故意不穿衣服戯弄信。雄拔掉家裏的電話，讓何不會再催眠到文慈，但還是失敗，雄去找文慈的途中被車撞死，后信得知所有事都是何閙出來的，而何的目標是要向三年前向自己提出分手的信報復。

## 演員
- 方中信 飾 李志信
- 張慧儀 飾 何慧儀
- 張文慈 飾 劉文慈
- 雷宇揚 飾 陸警官
- 郭可盈 飾 盈
- 程東 飾 警察阿雄
- Joe Junior 飾 心理學教授
- 程小龍 飾 關先生
- 黃德斌 飾 警衛
- 羅錦輝
- 葉景文
- 李杰龍
- 李俊森
- 何浩源
- 王肇強
- 林杰龍
- 張玉華
- 張旭燊

## 分級制度
| 國家／地區 | 級別 |
| 香港       | IIB  |

## 發行
本片於1998年7月4至7月17日在香港上映共14天，票房為6,183,215港元。

## 評價
此片以香港特首候選人牽涉強姦案為題材，被認為靈感來自同年美國總統克林頓的性醜聞。影評人李焯桃當時的評論稱片中政治只是背景和藉口，完全沒有這方面的黑幕和陰謀，一切只是私人恩怨。

## 外部連結
- 開眼電影網上《強姦3OL誘惑》的資料（繁體中文）
- 爛番茄上《強姦3OL誘惑》的資料（英文）
- 香港影庫上《強姦3OL誘惑》的資料（繁體中文）
- 互联网电影数据库（IMDb）上《強姦3OL誘惑》的资料（英文）